# Wereldkampioenschappen skivliegen 2006

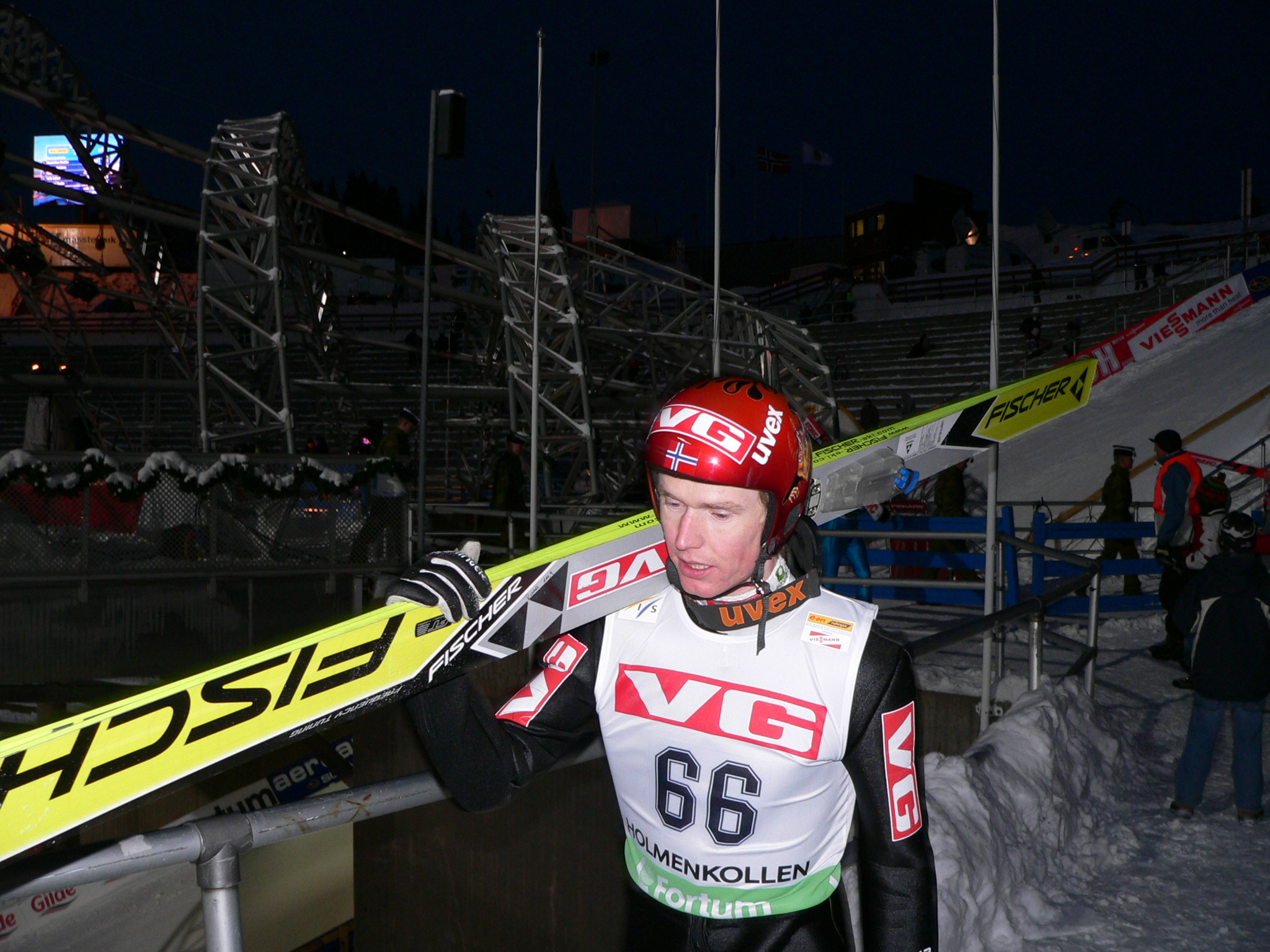
Winnaar Roar Ljøkelsøy

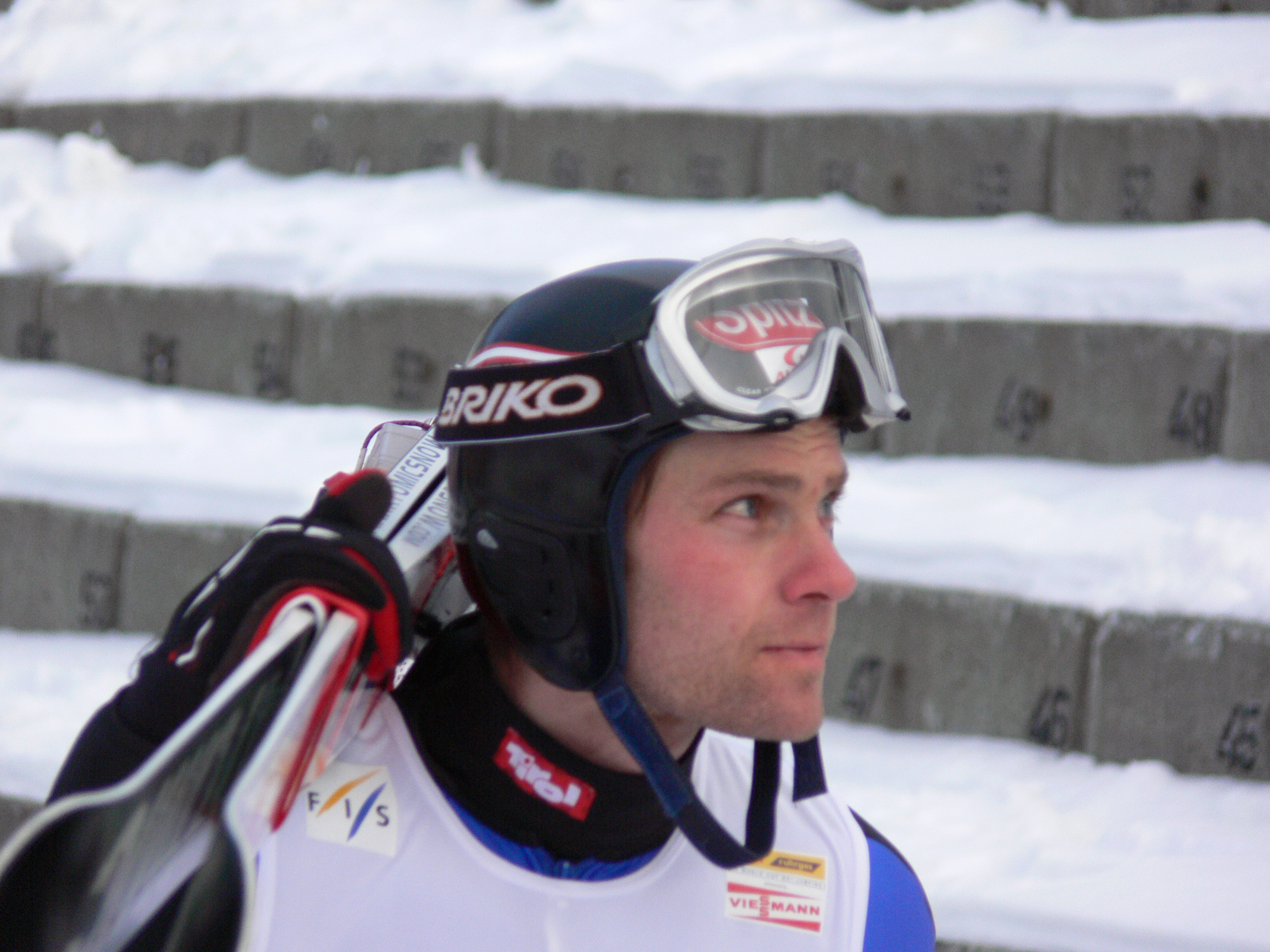
Nr. 2 Andreas Widhölzl

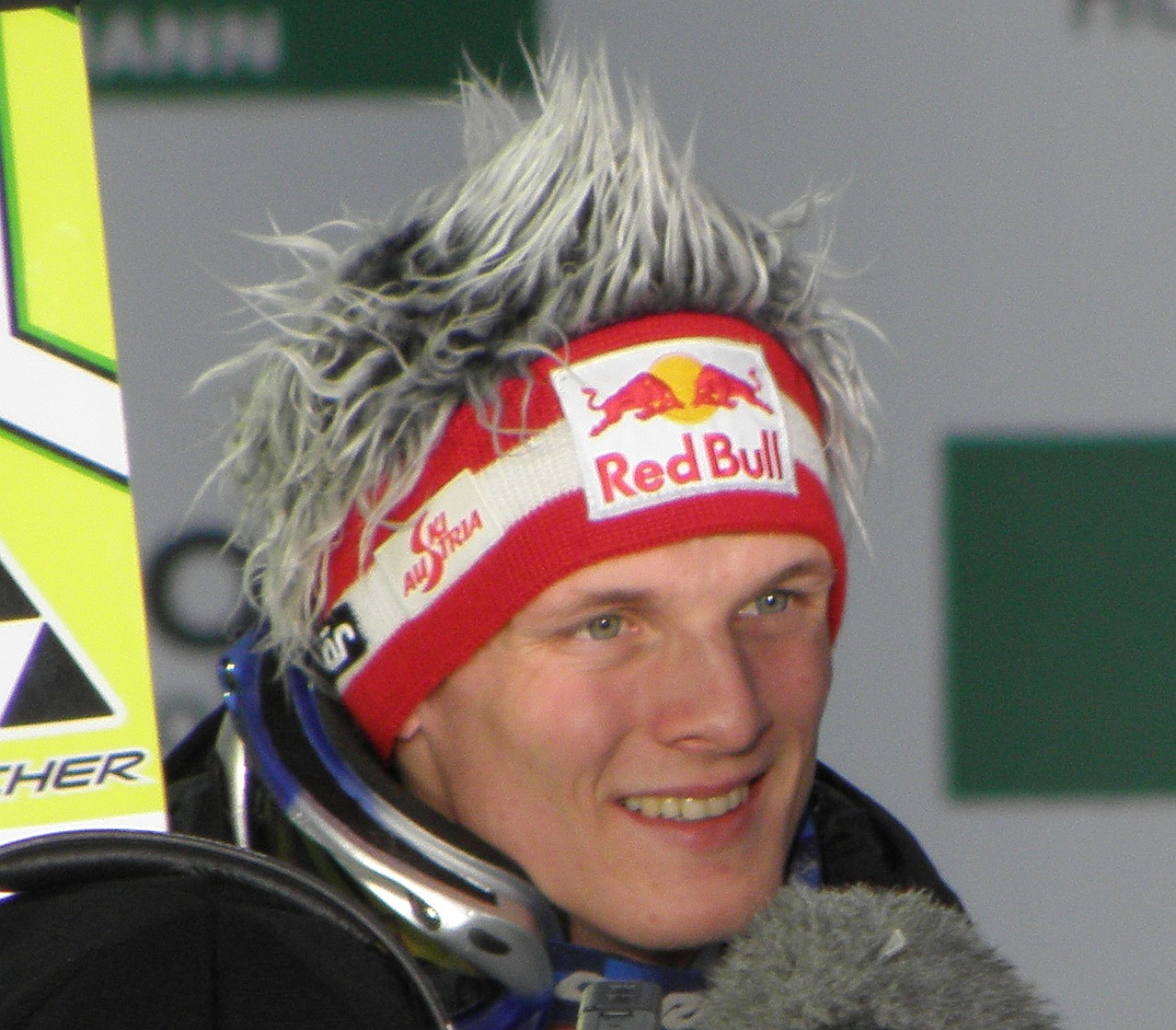
Nr. 3 Thomas Morgenstern

De wereldkampioenschappen skivliegen 2006 werden van 13 januari tot en met 15 januari gehouden in het Oostenrijkse Bad Mitterndorf.
Titelverdediger Roar Ljøkelsøy wist tijdens dit WK zijn titel uit 2004 in Planica met succes te prolongeren. Na vier sprongen in twee dagen tijd kwam hij tot een totaalscore van 788,0 punten. Hiermee bleef hij de Oostenrijkers Andreas Widhölzl en Thomas Morgenstern ruim voor.
Nadat Ljøkelsøy op de eerste dag de leiding al in handen had genomen, liet hij op de tweede dag twee perfecte sprongen zien. De eerste sprong leverde hem een afstand van 190,0 meter op, de tweede was zelfs 207,5 meter ver. Voor Widhölzl was het de tweede keer dat hij de zilveren medaille op het WK skivliegen won. Eerder kwam hij tot een dergelijke prestatie in 2000.
De landenwedstrijd is gewonnen door Noorwegen.
Na de eerste ronde leidde Noorwegen voor Finland en Duitsland. Na de eerste twee sprongen kwam Finland nog gevaarlijk opzetten, maar met twee goede laatste sprongen pakte de Noren de winst.

## Uitslag individuele wedstrijd
| #      | springer            | land        | punten |
| ------ | ------------------- | ----------- | ------ |
| Goud   | Roar Ljøkelsøy      | Noorwegen   | 788,0  |
| Zilver | Andreas Widhölzl    | Oostenrijk  | 762,4  |
| Brons  | Thomas Morgenstern  | Oostenrijk  | 752,2  |
| 4      | Martin Koch         | Oostenrijk  | 741,8  |
| 5      | Michael Uhrmann     | Duitsland   | 721,3  |
| 6      | Andreas Küttel      | Zwitserland | 719,0  |
| 7      | Jakub Janda         | Tsjechië    | 717,1  |
| 8      | Janne Ahonen        | Finland     | 715,8  |
| 9      | Janne Happonen      | Finland     | 714,6  |
| 10     | Bjørn Einar Romøren | Noorwegen   | 707,4  |
| 11     | Matti Hautamäki     | Finland     | 702,0  |
| 12     | Tommy Ingebrigtsen  | Noorwegen   | 701,5  |
| 13     | Michael Neumayer    | Duitsland   | 689,2  |
| 14     | Andreas Kofler      | Oostenrijk  | 681,8  |
| 15     | Robert Kranjec      | Slovenië    | 678,5  |

## Uitslag landenwedstrijd
| #      | land        | springers           | springers          | springers          | springers        | punten |
| ------ | ----------- | ------------------- | ------------------ | ------------------ | ---------------- | ------ |
| Goud   | Noorwegen   | Bjørn Einar Romøren | Lars Bystøl        | Tommy Ingebrigtsen | Roar Ljøkelsøy   | 1497,9 |
| Zilver | Finland     | Janne Happonen      | Tami Kiuru         | Matti Hautamäki    | Janne Ahonen     | 1477,2 |
| Brons  | Duitsland   | Michael Neumayer    | Georg Späth        | Alexander Herr     | Michael Uhrmann  | 1374,0 |
| 4      | Oostenrijk  | Martin Koch         | Thomas Morgenstern | Andreas Kofler     | Andreas Widhölzl | 1290,6 |
| 5      | Slovenië    | Jernej Damjan       | Rok Benkovič       | Robert Kranjec     | Primož Peterka   | 1252,2 |
| 6      | Zwitserland | Andreas Küttel      | Michael Möllinger  | Guide Landert      | Simon Ammann     | 1225,9 |
| 7      | Rusland     | Ildar Fatchullin    | Dimitri Vassiliev  | Denis Kornilov     | Dimitri Ipatov   | 1154,7 |
| 8      | Tsjechië    | Antonín Hájek       | Borek Sedlak       | Jan Matura         | Jakub Janda      | 934,8  |
| 9      | Polen       | Adam Małysz         | Stefan Hula        | Kamil Stoch        | Robert Mateja    | 453,7  |

1972 · 1973 · 1975 · 1977 · 1979 · 1981 · 1983 · 1985 · 1986 · 1988 · 1990 · 1992 · 1994 · 1996 · 1998 · 2000 · 2002 · 2004 · 2006 · 2008 · 2010 · 2012 · 2014 · 2016 · 2018 · 2020 · 2022 · 2024